# پتروفکا (شهرستان فیودوروفسکی، باشقیرستان)
پتروفکا (انگلیسی: Petrovka, Dedovsky Selsoviet, Fyodorovsky District, Republic of Bashkortostan) یک شهرک در شهرستان فیودوروفسکی استان باشقیرستان کشور روسیه است.